# Tirbi
Tirbi is een plaats in de Estlandse gemeente Saaremaa, provincie Saaremaa. De plaats heeft de status van dorp (Estisch: küla) en telt 33 inwoners (2021).
Tot in oktober 2017 heette Tirbi Laheküla en lag het dorp in de gemeente Pihtla. In die maand werd Pihtla bij de fusiegemeente Saaremaa gevoegd, die het hele eiland Saaremaa omvat. Op het eiland lagen vier dorpen die Laheküla. heetten. Het grootste van die dorpen mocht zijn naam houden. Twee andere, Tirbi en Allikalahe, kregen een andere naam, een derde werd bij het buurdorp gevoegd. Tirbi ontleent zijn naam aan het schiereiland waarop het ligt.
Het dorp ontstond in de jaren twintig van de 20e eeuw op het voormalige landgoed van Kasti. Tussen 1977 en 1997 maakte het deel uit van Vanamõisa; daarna werd het weer een zelfstandig dorp.